# Laurentius Andreæ den äldre i Barkeryd
Laurentius Andreæ den äldre, död 1609, var en svensk präst.

## Biografi
Laurentius Andreæ blev 1 maj 1579 kyrkoherde i Barkeryds församling. Han skrev under Uppsala möte 1593. Under hans tid som kyrkoherde höll ärkebiskopen Abrahamus Andreæ Angermannus en visitation i församlingen 1596. Laurentius Andreæ avled 1609.

### Familj
Laurentius Andreæ var gift och fick barnen kyrkoherden Laurentius Andreæ den yngre (död 1641) i Barkeryds församling, Ingeborg Andreæ som var gift med länsmannen Per Korp i Rogberga socken, Anna Andreæ som var gift med en man i Bredstorps socken, en dotter som var gift med kyrkoherden Jonas Olai Korp i Vireda församling och en dotter som var gift med länsmannen Jöns i Munkebo.